# Axel Maraval
Axel Maraval, né le 20 octobre 1993 à Marseille en France, est un footballeur français qui évolue au poste de gardien de but au FC Rouen.

## Biographie
Formé à l'AS Monaco, il y signe son tout premier contrat professionnel durant l'été 2013. N'arrivant pas s'imposer avec l'équipe première, il décide de signer pour l'AC Arles-Avignon où il découvrit ses premiers matchs professionnels en Ligue 2. Il partit en 2015 pour le championnat slovène au sein du NK Domžale qui lui permettra de jouer sur la scène européenne, notamment en Ligue Europa. Il retrouva la France, une saison plus tard en signant au CS Sedan, pensionnaire de National . Après deux saisons, il rejoindra l'USL Dunkerque et fera partie de l'épopée nordiste de National en Ligue 2. Après la relégation des dunkerquois en National, il signe au Nîmes Olympique jusqu'en 2025.